# Juan Carlos Concha Gutiérrez
Juan Carlos Concha Gutiérrez (Santiago, 28 de septiembre de 1933-8 de enero de 2025) fue un médico cirujano y político chileno, que se desempeñó como ministro de Salud Pública de su país, durante el gobierno del presidente Salvador Allende entre 1971 y 1972.

## Familia y estudios
Nació en Santiago de Chile el 28 de septiembre de 1933, hijo de Carlos Concha Concha y Raquel Gutiérrez. Realizó sus estudios superiores en la Facultad de Medicina de la Universidad de Chile, titulándose como médico cirujano.
Se casó en Santiago el 9 de mayo de 1960 con la profesora Leonor Carlota García Gatica.

## Carrera profesional y política
Se dedicó al ejercicio libre de su profesión. Militante del Movimiento de Acción Popular Unitaria (MAPU) desde 1969. Al asumir Salvador Allende como presidente de Chile, en noviembre de 1970 Concha fue nombrado representante del Servicio Nacional de Salud (SNS) en la «Comisión de la Leche», encargada de desarrollar la implementación del programa del Medio Litro de Leche.
El 14 de agosto de 1971 fue nombrado como ministro de Salud Pública, cargo que ocupó hasta el 3 de noviembre de 1972. En el ejercicio del puesto gubernamental, por diversas razones fue subrogado en dos ocasiones; entre el 25 de septiembre y el 9 de octubre de 1971, y entre los días 14 y 20 de diciembre del mismo año, en ambas por el ministro de Minería, Orlando Cantuarias Zepeda. Por otro lado, durante su gestión estuvo a cargo de la implementación del programa de salud del gobierno de la Unidad Popular (UP), especialmente en la importación de 360 toneladas de leche y la distribución del medio litro de leche por niño, medida aún vigente a través del «Programa de Alimentación Complementaria» de los Centros de Salud Primaria. Asimismo, en su administración ministerial, se crearon los «Consejos Locales de Salud», organismos para incentivar la participación ciudadana en materias de salud materna, infantil y bienestar familiar.
Tras el golpe de Estado del 11 de septiembre de 1973, partió exiliado hacia la República Democrática Alemana (RDA). En ese país europeo se hizo militante del Partido Comunista de Chile (PC), y residió en el hasta la década de 2000.
A comienzos de 2000, tras su regreso a Chile, se incorporó como asesor de la Dirección de Salud y médico en el Centro de Especialidades Villa Sur de la Municipalidad de Pedro Aguirre Cerda, comuna santiaguina en la que en julio de 2016, durante el segundo gobierno de Michelle Bachelet, se inauguró en su nombre la Farmacia Popular "Dr. Juan Carlos Concha Gutiérrez".